# Gran Premio de Estados Unidos de Motociclismo de 2011
El Gran Premio de Estados Unidos de Motociclismo de 2011 (oficialmente: Red Bull U.S. Grand Prix) fue la décima prueba del Campeonato del mundo de 2011. Tuvo lugar en el fin de semana del 22 al 24 de julio de 2011 en el circuito de Laguna Seca, situado en Monterey, estado de California, Estados Unidos.
Solo estaba programada La categoría de MotoGP, que fue ganada por Casey Stoner, completaron el podio Jorge Lorenzo y Dani Pedrosa.

## Resultados

### Resultados MotoGP
| Pos.    | N.º | Piloto           | Constructor | Vueltas | Tiempo    | Parrilla | Pts. |
| ------- | --- | ---------------- | ----------- | ------- | --------- | -------- | ---- |
| 1       | 27  | Casey Stoner     | Honda       | 32      | 43:52.545 | 2        | 25   |
| 2       | 1   | Jorge Lorenzo    | Yamaha      | 32      | +5.634    | 1        | 20   |
| 3       | 26  | Dani Pedrosa     | Honda       | 32      | +9.467    | 3        | 16   |
| 4       | 11  | Ben Spies        | Yamaha      | 32      | +20.562   | 4        | 13   |
| 5       | 4   | Andrea Dovizioso | Honda       | 32      | +20.885   | 6        | 11   |
| 6       | 46  | Valentino Rossi  | Ducati      | 32      | +30.351   | 7        | 10   |
| 7       | 69  | Nicky Hayden     | Ducati      | 32      | +31.031   | 9        | 9    |
| 8       | 5   | Colin Edwards    | Yamaha      | 32      | +45.502   | 11       | 8    |
| 9       | 8   | Héctor Barberá   | Ducati      | 32      | +51.549   | 8        | 7    |
| 10      | 7   | Hiroshi Aoyama   | Honda       | 32      | +1:08.850 | 14       | 6    |
| 11      | 17  | Karel Abraham    | Ducati      | 32      | +1:09.132 | 13       | 5    |
| 12      | 65  | Loris Capirossi  | Ducati      | 31      | +1 vuelta | 15       | 4    |
| 13      | 24  | Toni Elías       | Honda       | 31      | +1 vuelta | 16       | 3    |
| Ret     | 19  | Álvaro Bautista  | Suzuki      | 13      | Caída     | 12       |      |
| Ret     | 23  | Ben Bostrom      | Honda       | 8       | Caída     | 17       |      |
| Ret     | 58  | Marco Simoncelli | Honda       | 6       | Caída     | 5        |      |
| Ret     | 35  | Cal Crutchlow    | Yamaha      | 3       | Caída     | 10       |      |
| DNS     | 14  | Randy de Puniet  | Ducati      |         | Lesionado |          |      |
| Fuente: |     |                  |             |         |           |          |      |